# Kazuto Seki
Kazuto Seki (jap. 関 一人 Seki Kazuto; ur. 11 września 1975) – japoński żeglarz sportowy. Brązowy medalista olimpijski z Aten.
Zawody w 2004 były jego jedynymi igrzyskami olimpijskimi. Startował w klasie 470. W 2004 Japończycy zajęli trzecie miejsce, partnerował mu Kenjiro Todoroki. W 2002 zajęli drugie miejsce na igrzyskach azjatyckich.